# Heptozus hansoni
Heptozus hansoni är en tvåvingeart som beskrevs av James 1966. Heptozus hansoni ingår i släktet Heptozus och familjen vapenflugor. Inga underarter finns listade i Catalogue of Life.